# Stane Kavčič
Stane Kavčič (30. říjen 1919, Lublaň – 27. březen 1987, Lublaň) byl slovinský politik.

## Životopis
Kavčič se narodil v Lublani, kde také absolvoval základní školu a gymnázium. Ještě před druhou světovou válkou začal působit v odborových organizacích. V červenci 1941 vstoupil do Komunistické strany Jugoslávie. Během války byl tajemníkem okresního výboru strany ve Vrhnice, tajemníkem slovinské sekce Svazu komunistické mládeže Jugoslávie. Krátce také studoval v Sovětském svazu.
Po válce zastával funkce v mládežnické organizaci, straně i v odborech. V letech 1951 až 1956 byl místopředsedou slovinské vlády, jejím předsedou byl v období let 1967 až 1972. Od roku 1965 prosazoval Kavičič reformy, jež měly směřovat ke zlepšení hospodářské situace Slovinska, jeho participaci na ekonomických tocích i zlepšení vazeb s okolními státy. Jeho reformní úsilí však naráželo nejen na odpor části slovinského vedení, ale i na odpor nejvyššího jugoslávského vedení. Situace se ještě více vyostřila v důsledku tzv. silniční aféry. Akcentace slovinských zájmů a jeho liberální politika vyústily na podzim 1972 k jeho sesazení. Nucený důchod Kavčič využil k sepsání svých pamětí, které po jeho smrti vydali Janez Janša a Igor Bavčar.
Zemřel v březnu 1987. Na podzim 2009 byla v Lublani odhalena jeho busta.
Byl nositelem Řádu národního hrdiny, Řádu bratrství a jednoty, Řádu za zásluhy o národ a dalších vyznamenání.